# شهرستان زاپادنودوینسکی
شهرستان زاپادنودوینسکی (به لاتین: Zapadnodvinsky District) یک شهرستان در روسیه است که در استان تور واقع شده‌است.